# لياندرو تيستا
لياندرو تيستا (بالإسبانية: Leandro Testa)‏ هو لاعب كرة قدم أرجنتيني في مركز الدفاع، ولد في 24 مارس 1976 في General Belgrano, Buenos Aires ‏ في الأرجنتين. لعب مع أرسنال ساراندي وإستوديانتيس دي لا بلاتا وفيرو كاريل أويستي ونويفا شيكاجو.